# Ambassade van de Verenigde Staten in Nederland
De Ambassade van de Verenigde Staten van Amerika in Nederland is sinds maart 2018 gevestigd in een nieuw gebouwd pand aan het John Adams Park in Wassenaar. Voordien bevond de ambassade zich in Den Haag, vanaf 1959 in een markant gebouw aan het Lange Voorhout.

## Geschiedenis
Het voormalige gebouw van de Amerikaanse ambassade aan het Lange Voorhout in Den Haag werd gebouwd op de plek waar tot 1945 Hotel Paulez en Bodega De Posthoorn stonden. Op 3 maart 1945 werd het Bezuidenhout door de geallieerden gebombardeerd en werden ook hier enkele huizen vernietigd, inclusief het hotel en de bodega. Direct na de Tweede Wereldoorlog werd de Amerikaanse ambassade tijdelijk gevestigd in een villa aan de Tobias Asserlaan 4 in Den Haag, waarna een gedeelte werd betrokken van gebouw "Petrolea" (ook bekend als "De Rode Olifant") aan de huidige Zuid-Hollandlaan (toen de Benoordenhoutseweg) in gebruik. De villa is in de jaren 1948-1949 verbouwd om behalve aan de ambassadeur ook onderdak te verlenen aan de Deputy Chief of Mission, de Consul Generaal en te dienen als kantoorpand voor het Consulaat.
Het gebouw aan het Lange Voorhout stamt uit 1959 en werd ontworpen door de Hongaars-Amerikaanse architect Marcel Breuer (1902-1981) en gebouwd voor een bedrag van 4 miljoen gulden. Rond de oplevering verschijnen er zowel positieve als negatieve geluiden over een dergelijk modern gebouw nabij de Koninklijke Schouwburg uit 1766 en het Paleis Lange Voorhout uit 1764, het chique Hotel Des Indes en het deftige (maar verwoeste) Hotel Paulez.
Na de aanslagen op 11 september 2001 werd de ambassade streng bewaakt. Er werden onder meer hoge hekken om het gebouw geplaatst.

## Verhuizing
Omdat de strenge bewaking van het gebouw aan het Lange Voorhout in Den Haag overlast veroorzaakte op een cruciale plaats in het Haagse centrum, werd in overleg tussen de Amerikaanse en Nederlandse autoriteiten voor de ambassade een andere plek gezocht waar de veiligheidsmaatregelen minder hinder opleverden. In februari 2006 ging de gemeente Wassenaar er (onder voorwaarden) mee akkoord dat de nieuwe ambassade nabij de hondenrenbaan bij Duindigt zou komen. Deze locatie ligt binnen de gemeentegrenzen van de gemeente Wassenaar, maar was destijds grotendeels in eigendom van de gemeente Den Haag. In een constructie waarin onder andere het Rijk, gemeente Den Haag, gemeente Wassenaar, de Amerikaanse ambassade en het Department of State, Bureau of Overseas Buildings Operations (OBO) in Washington deelnamen, werden bestemmingsplannen gewijzigd.
In januari 2018 verhuisde de ambassade naar het nieuwe gebouw in Wassenaar. De officiële opening vond plaats op 26 maart 2018. Het college van burgemeester en wethouders had voor de nieuwe locatie de naam "John Adams Park" voorgesteld, waarmee verwezen wordt naar de eerste Amerikaanse gezant in Nederland in 1782, John Adams.

## Herbestemming
Op 5 maart 2018 werd de gemeente Den Haag officieel eigenaar van het oude gebouw aan het Lange Voorhout. Ambassadeur Pete Hoekstra overhandigde symbolisch de sleutel aan burgemeester Pauline Krikke. De gemeente heeft daarna de hekwerken rondom het gebouw verwijderd.
De Haagse wethouder Marnix Norder, in 2009 verantwoordelijk voor monumentenzorg, peilde de mening van de Hagenaars over het pand. Van de eerste honderd respondenten liet de helft weten dat zij hoopten dat dit gebouw na de verhuizing zou worden afgebroken. De andere helft kwam met historische en architectonische argumenten om het ambassadegebouw vooral te behouden. In mei 2018 stelde de Haagse VVD-prominent Frits Huffnagel, dat hij er "prima mee kan leven als de voormalige Amerikaanse ambassade aan het Lange Voorhout zou worden gesloopt". Het is echter een gemeentelijk monument en sinds de dag van de inauguratie van de Amerikaanse president Donald Trump (20 januari 2017), ook een rijksmonument in het kader van het Beschermingsprogramma Wederopbouw 1959-1965. De rijksbouwmeester Mels Crouwel en drie van zijn voorgangers, Jo Coenen, Kees Rijnboutt en Frans van Gool pleitten voor het behoud van deze 'Breuer'.
Wim Deetman, tot 2008 burgemeester van Den Haag, gaf destijds te kennen dat hij dit stukje Den Haag graag aan zijn stadgenoten wilde 'teruggeven'. Dat leek ook te gaan gebeuren: begin 2016 maakte de gemeente Den Haag bekend dat een deel van het pand onderdak moest bieden aan het Eschermuseum (honderd meter verderop aan het Lange Voorhout gevestigd) en dat de rest een bestemming als hotel zou krijgen. Er dienden zich diverse andere gegadigden aan. In april 2018 werd bekendgemaakt dat eerst onderzoek wordt gedaan naar de aanwezigheid van asbest in het gebouw en dat vervolgens een tijdelijke bestemming wordt gekozen voor een periode van twee jaar.
Vanaf februari 2019 wordt het gebouw beheerd door ANNA Vastgoed en kunstinstelling West Den Haag. In mei 2025 is bekend geworden dat in Amsterdam een zogenaamde 'Escher-experience' gaat komen, waardoor de gemeente afziet van de verhuizing.

## Trivia
- In 1782 werd de eerste Amerikaanse ambassade ter wereld in Den Haag geopend. Het ging om een gebouw aan de Fluwelen Burgwal. Het pand werd gekocht door de Amerikaanse gezant John Adams, die in 1797 de tweede president van de Verenigde Staten zou worden.[21][5]
- Op Prinsjesdag 2001, een week na de aanslagen op 11 september, hield koningin Beatrix met de Gouden Koets een moment halt voor de Amerikaanse ambassade. Na vijftien seconden vervolgde de koets de route naar de Ridderzaal.[22][23]

## Fotogalerij

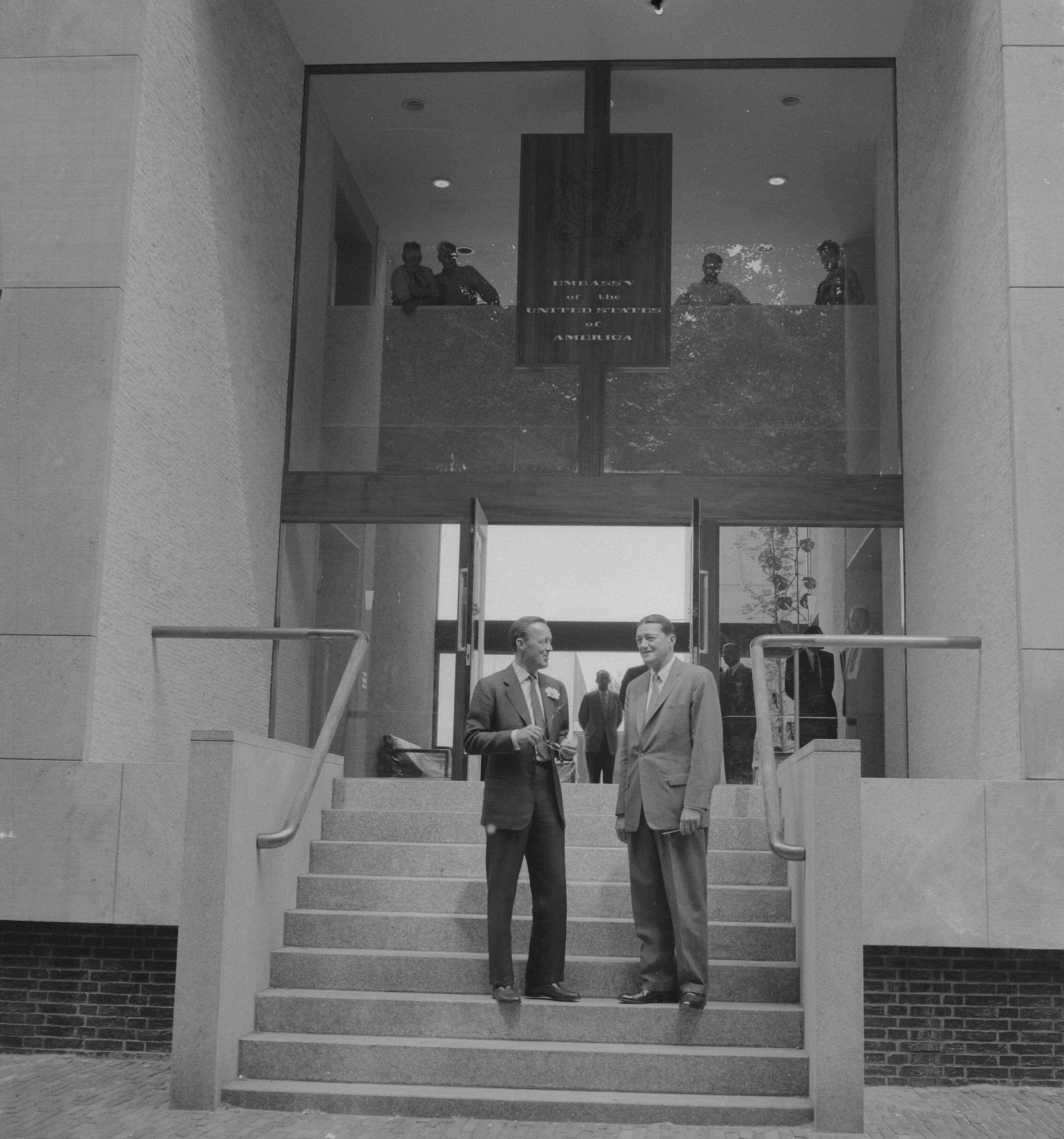
Prins Bernhard bezoekt onofficieel de nieuwe Amerikaanse Ambassade aan het Lange Voorhout, 25 juni 1959 (Nationaal Archief)
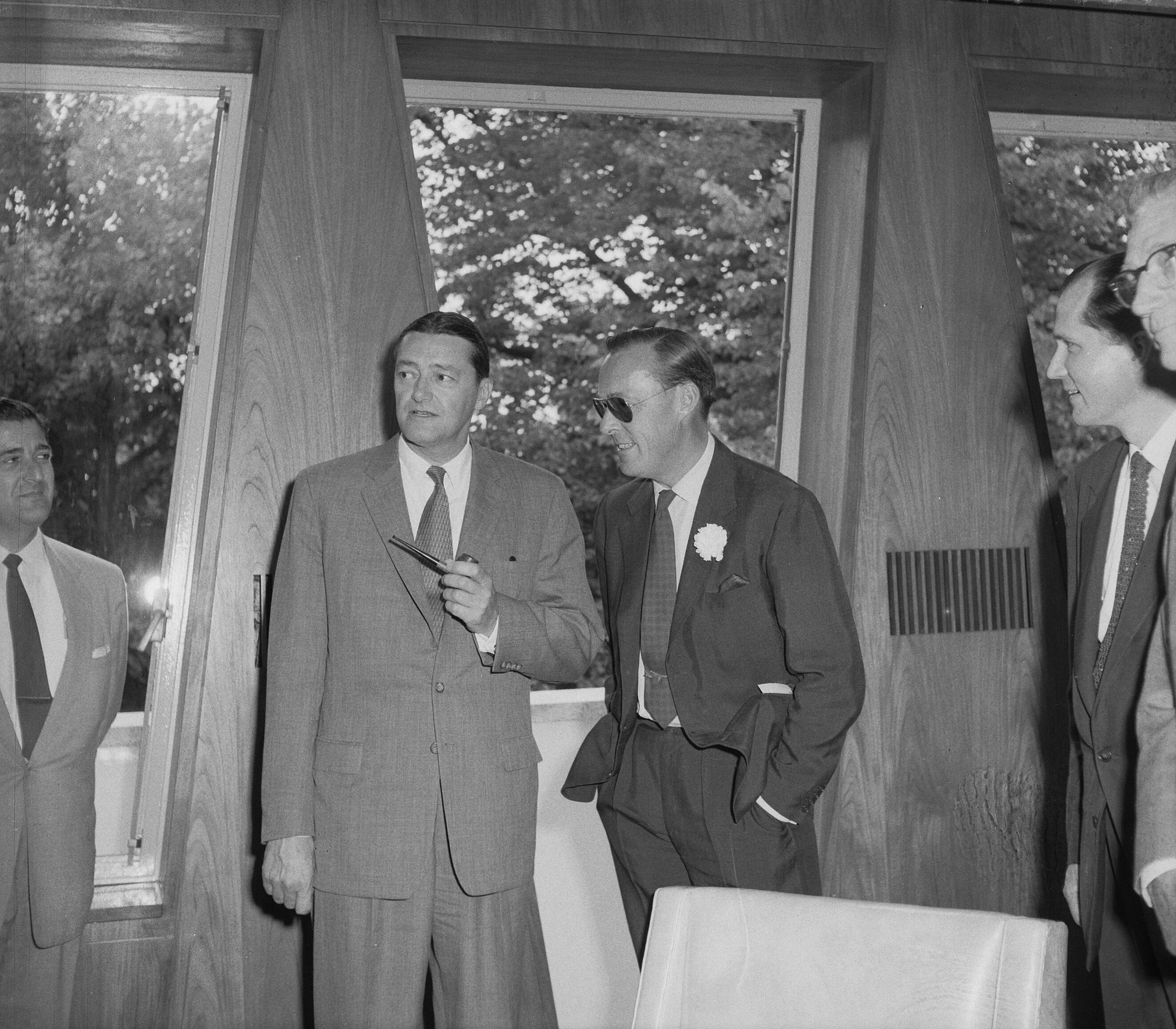
Prins Bernhard in de werkkamer van ambassadeur Philip Young, 25 juni 1959 (Nationaal Archief)
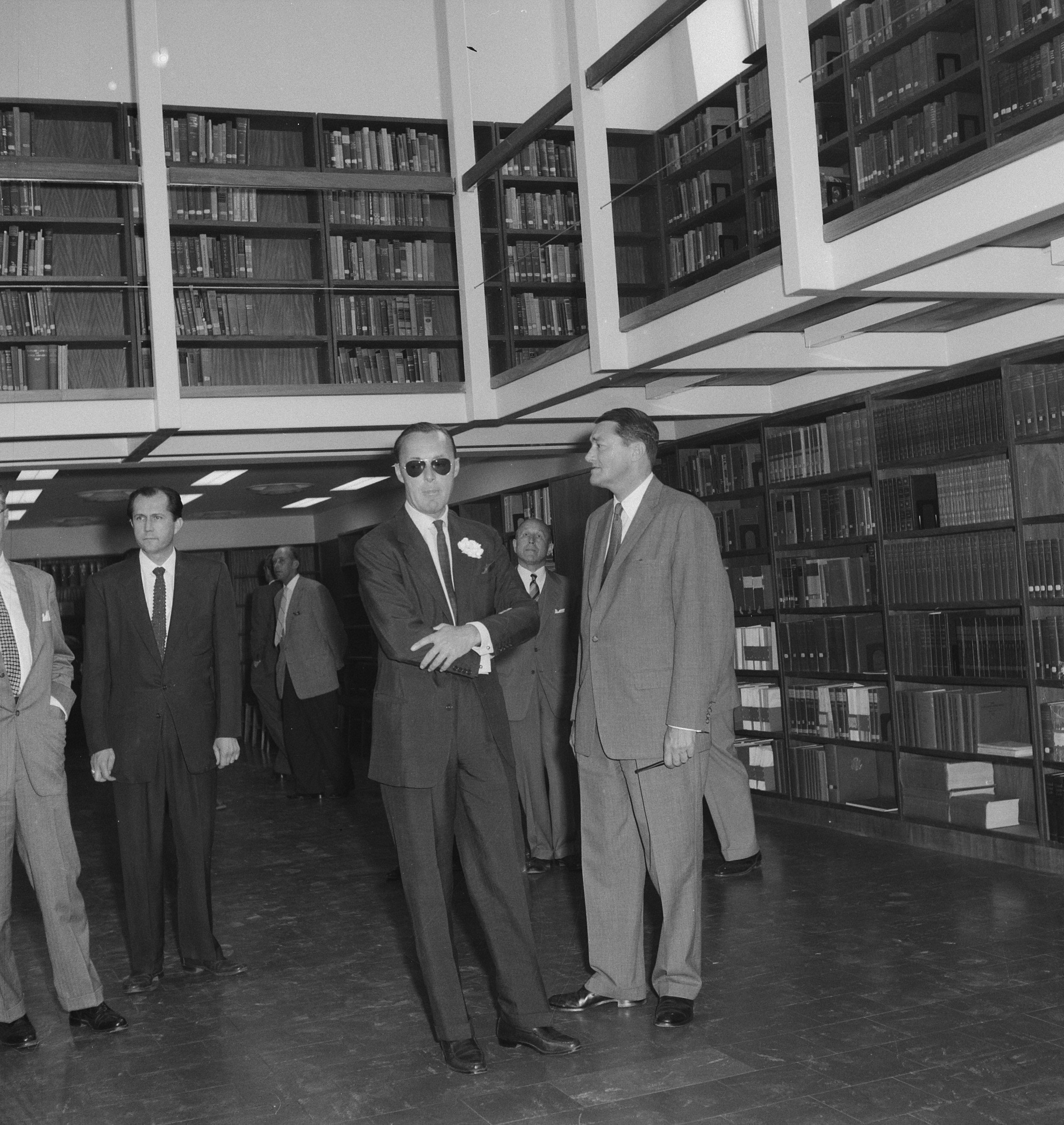
Prins Bernhard in de bibliotheek. Links Prins Bernhard, rechts ambassadeur Philip Young, 25 juni 1959 (Nationaal Archief)
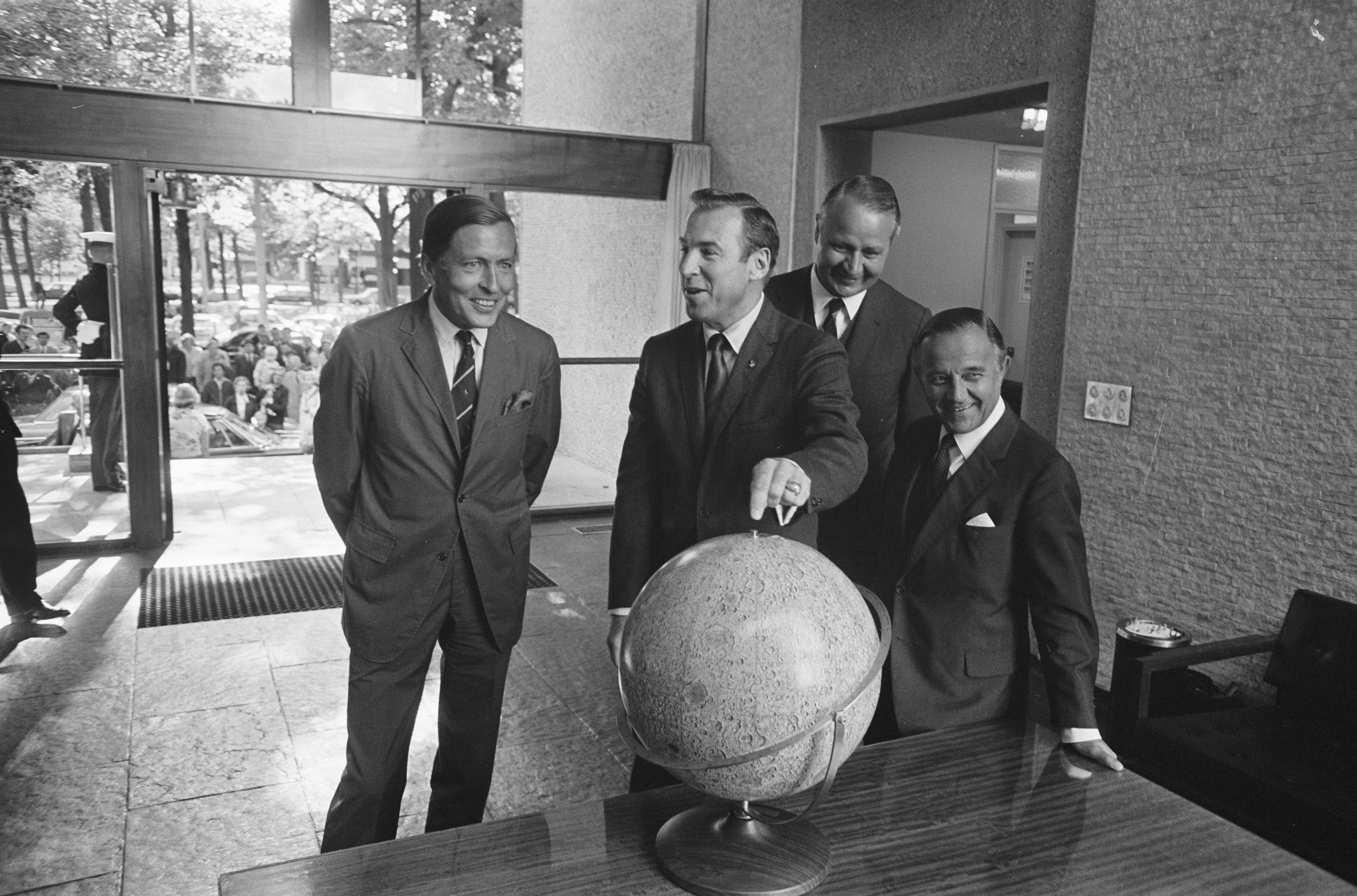
Prins Claus bij ontvangst Amerikaanse astronaut Jim Lovell op Amerikaanse ambassade, 21 augustus 1969 (Nationaal Archief)
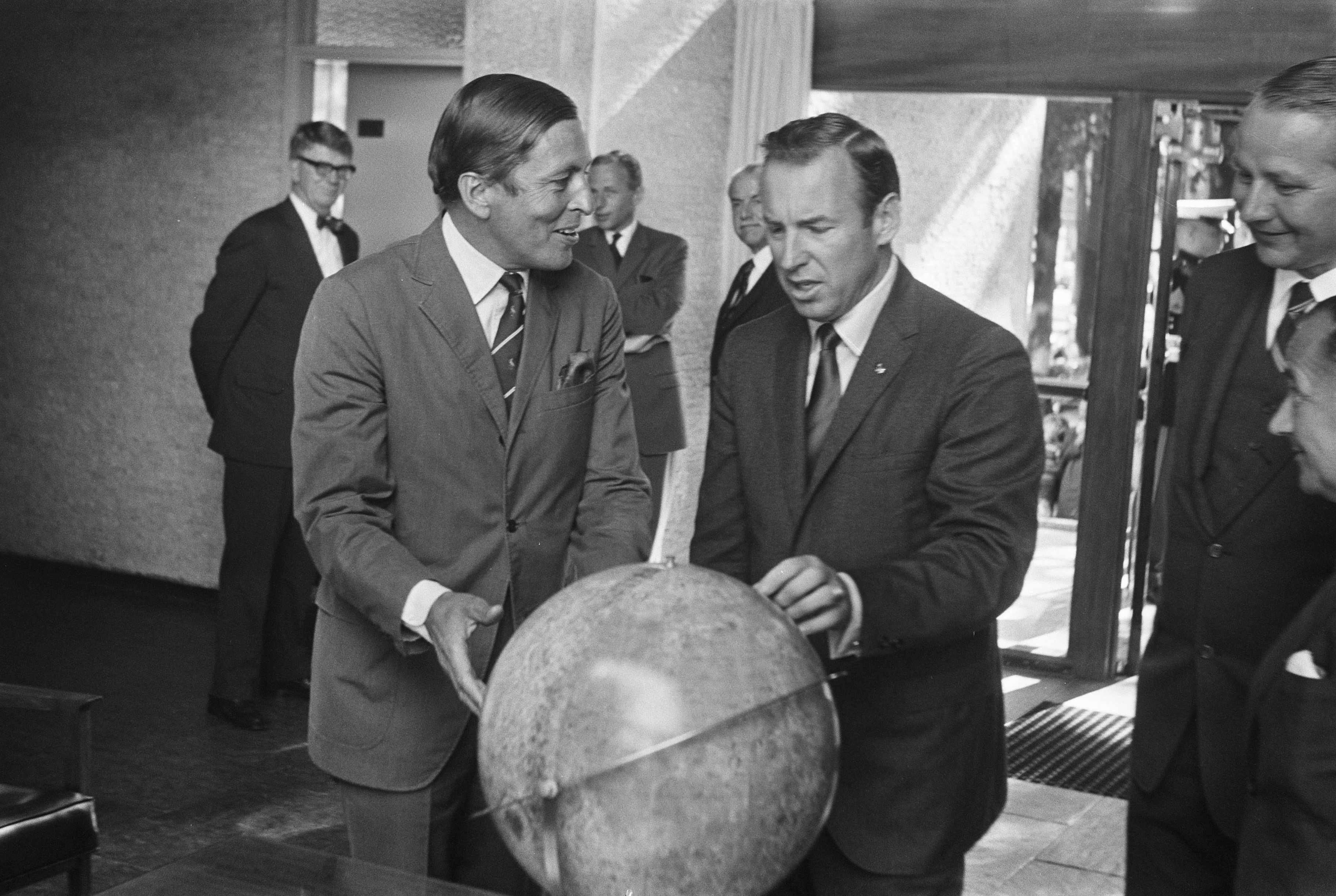
Prins Claus en Lovell bij maanmodel, 21 augustus 1969 (Nationaal Archief)